# Trisetum oreophilum
Trisetum oreophilum là một loài thực vật có hoa trong họ Hòa thảo. Loài này được Louis-Marie miêu tả khoa học đầu tiên năm 1928.